# Matrah

Vista general de Matrah desde el fuerte.

Matrah o Mutrah es una ciudad de unos 150.000 habitantes en la gobernación de Mascate, en Omán. Antes del descubrimiento de petróleo eran el centro del comercio en Omán. Es aún un centro comercial como uno de los puertos marítimos más grandes de la región. Entre algunos suburbios se incluyen Souq Matrah, un bazar tradicional y Sour Al-Lawatiah, una pequeña comunidad de casas rodeadas por una vieja muralla. En ambos lados de la antigua ciudad hay unos fuertes de barro construidos por los portugueses cuando invadieron Omán en el siglo XVI. Son llamados Al-jalalee y Al-meerani.

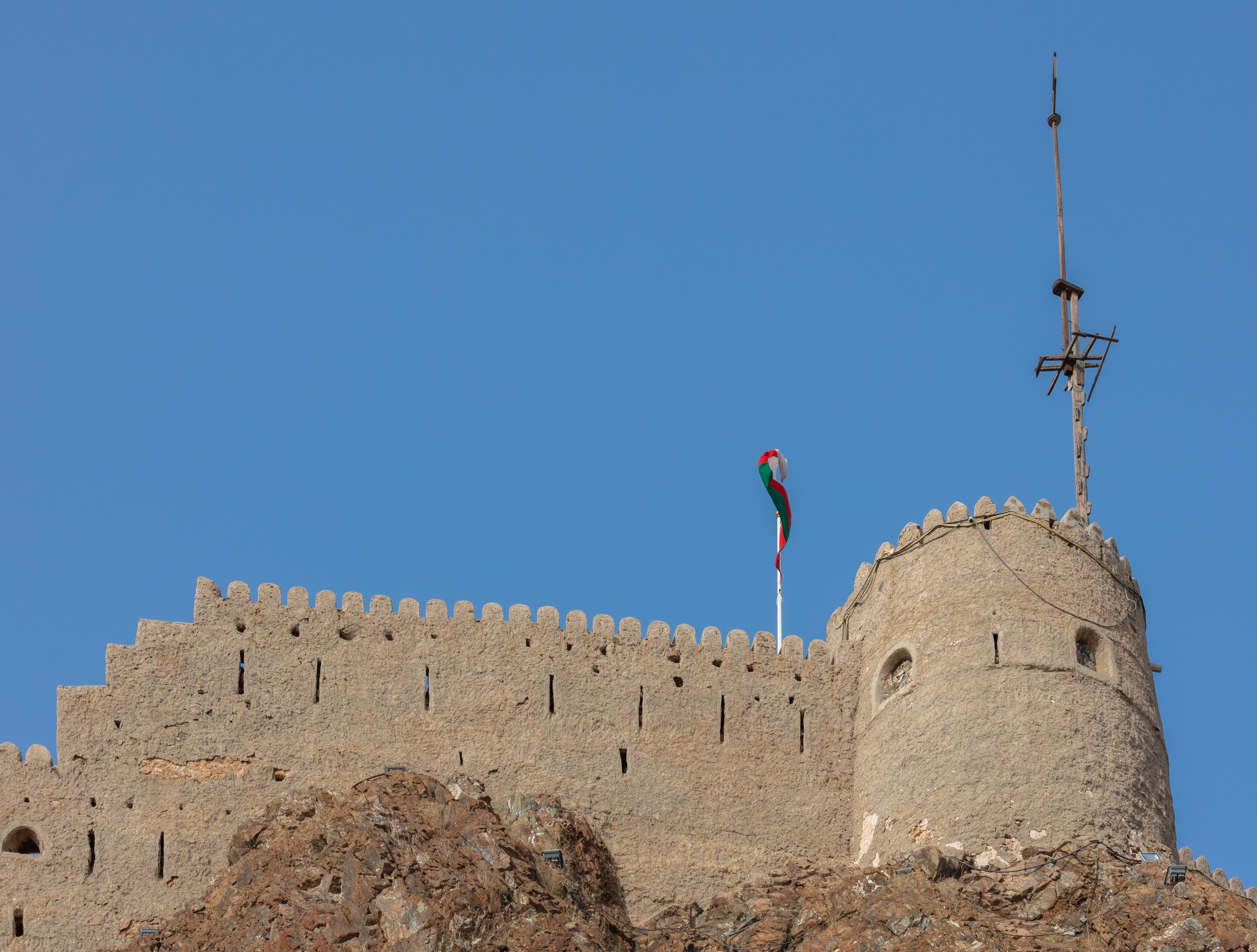
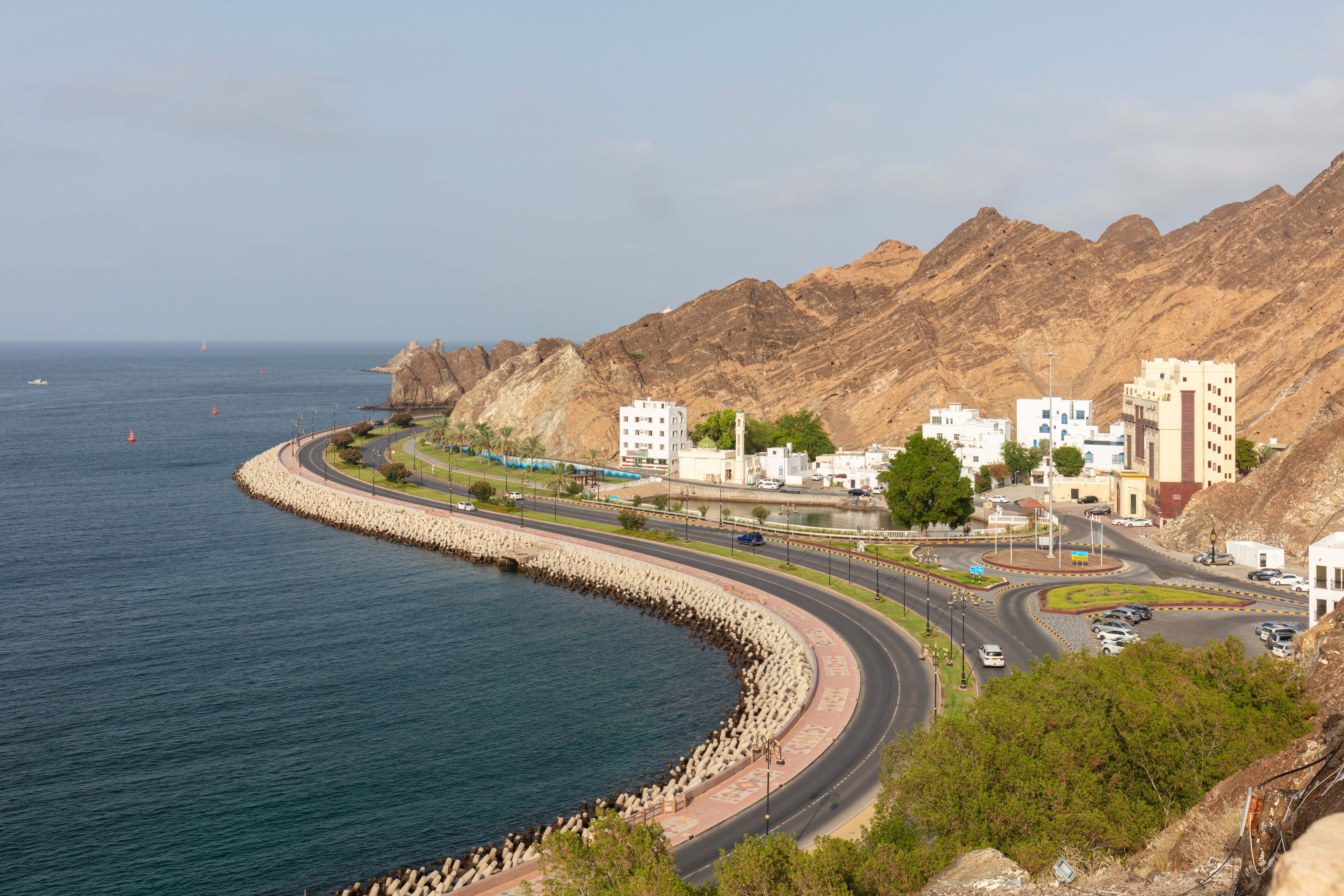
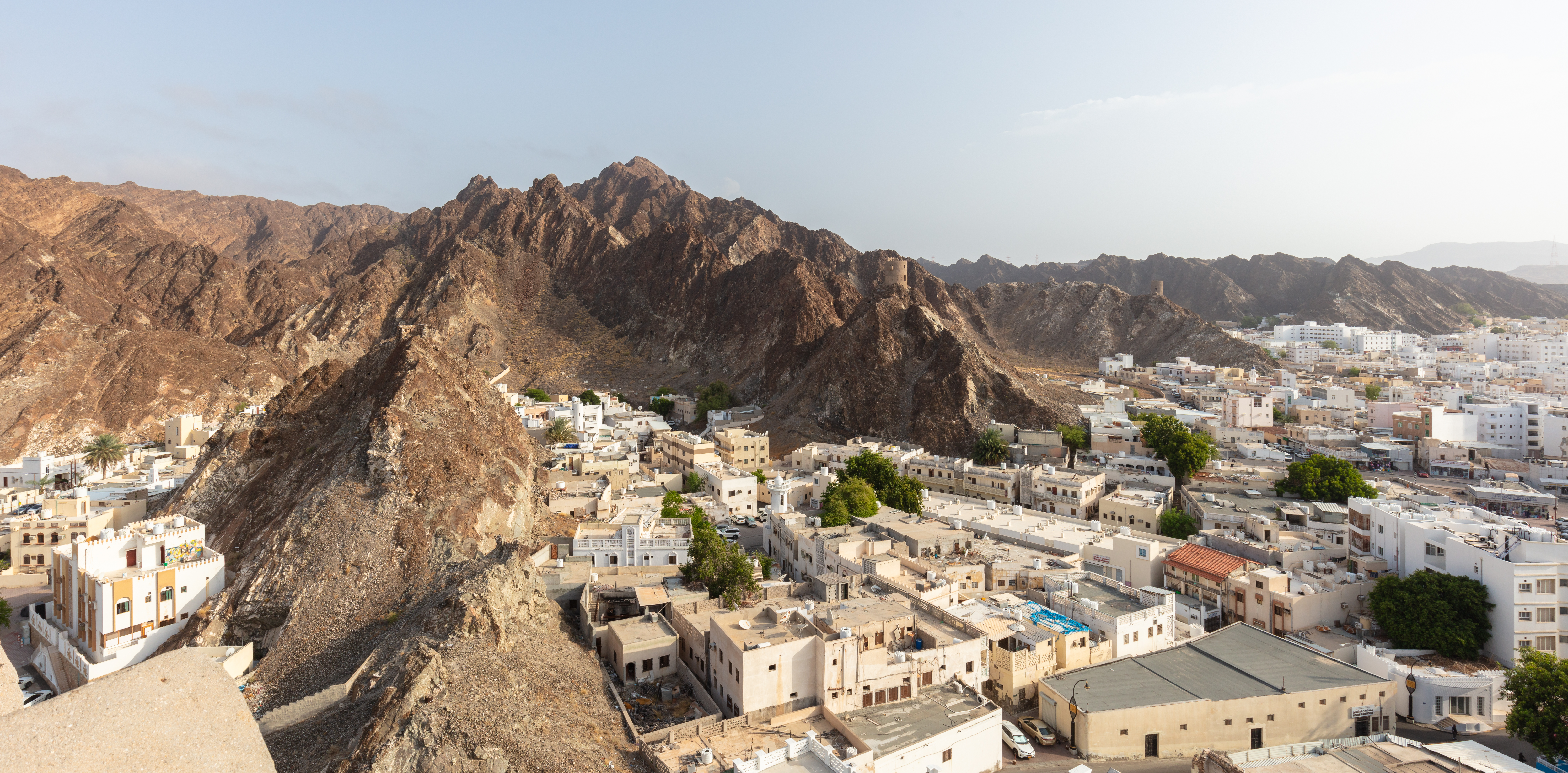

- Datos: Q1166791
- Multimedia: Muttrah / Q1166791